# 曹茂
曹 茂（そう ぼう、生没年不詳）は、中国後漢末期から三国時代の人物。魏の皇族。父は曹操。母は趙姫。

## 生涯
建安22年（217年）に万歳亭侯に封じられ、翌建安23年（218年）に平輿侯に改封された。
黄初3年（222年）に公へと爵位が昇進し、乗氏に国替えとなり、黄初7年（226年）、中丘に国替えとなった。
曹茂の性格は傲慢で何度か人に逆らったため、曹操には愛されていなかったという。曹丕（文帝）の時代になっても、兄弟のうち一人だけ王になれなかった。
太和元年（227年）、曹叡（明帝）の時代になると聊城王に封じられた。その際、曹叡は詔勅を下し「この頃は前非を悔いており、また太皇太后の思し召しもあるので王に封ずる」と伝えている。
太和6年（232年）に改封され曲陽王となった。
正始3年（242年）、兄弟であった曹徽の葬儀時、喉が痛いと言って哭泣の礼をとらなかったが、生活や宮殿の出入りは通常通りとした。所管の役人は封土を没収するべしと進言したが、曹芳（斉王）の詔勅により500戸を削るに留められた。
正始5年（244年）に楽陵に国替えとなった。その際、詔勅が出され、領国の租税収が少なく、曹茂が子沢山であることを理由に、削った戸数が元に戻され、その上さらに700戸を加増された。
嘉平・正元・景元の各年間に何度か加増を受け、計5千戸を領した。
小説『三国志演義』には登場しない。
| スタブアイコン | サブスタブ | この項目は、まだ閲覧者の調べものの参照としては役立たない、人物に関連した書きかけの項目です。この項目を加筆・訂正などしてくださる協力者を求めています（P:人物伝/PJ:人物伝）。 |